# Дайан, Ребекка
Ребекка Дайан (фр. Rebecca Dayan; род. 1984) — французская актриса, модель, художница и активистка.

## Биография
Ребекка Дайан родилась во Французской ривьере в 1984 году. Выросла в гостинице Сен-Поль-де-Денс, которая принадлежала её родителям. Там она получила первую любовь к актёрскому искусству, прежде чем её семья переехала в Ниццу.

## Фильмография

### Кино
| Год  | Название                  | Роль                    | Примечания |
| ---- | ------------------------- | ----------------------- | ---------- |
| 2010 | Из Парижа с любовью       | Foreign Minister's Aide | [ 2 ]      |
| 2011 | Области тьмы              |                         | [ 3 ]      |
| 2012 | Селеста и Джесси навсегда | Вероника                | [ 2 ]      |
| 2014 | H.                        | Хелен                   | [ 4 ]      |
| 2017 | Послушница                | сестра Эммануэль        | [ 4 ]      |
| 2020 | Тесла                     | Сара Бернар             | [ 3 ]      |

### Телевидение
| Год  | Название                                   | Роль          | Примечания                |
| ---- | ------------------------------------------ | ------------- | ------------------------- |
| 2021 | Холстон                                    | Эльза Перетти | мини-сериал; главная роль |
| 2021 | Американская история ужасов: Двойной сеанс | Мария Вайкофф | Часть 2: Долина Смерти    |
| 2022 | Американская история ужасов : Нью-Йорк     | Алана         | второстепенная роль       |